# 8725 Keiko
8725 Keiko è un asteroide della fascia principale. Scoperto nel 1996, presenta un'orbita caratterizzata da un semiasse maggiore pari a 2,1547287 UA e da un'eccentricità di 0,1093601, inclinata di 2,46643° rispetto all'eclittica.
Dall'8 agosto al 5 ottobre 1998, quando 9052 Uhland ricevette la denominazione ufficiale, è stato l'asteroide denominato con il più alto numero ordinale. Prima della sua denominazione, il primato era di 8583 Froberger.
L'asteroide è dedicato a Keiko Morinaga, moglie dello scopritore.